# Xylopia coriifolia
Xylopia coriifolia är en kirimojaväxtart som beskrevs av Henry Nicholas Ridley. Xylopia coriifolia ingår i släktet Xylopia och familjen kirimojaväxter. Inga underarter finns listade i Catalogue of Life.